# Jafar Panahi
Pour les articles homonymes, voir Panahi.
Jafar Panahi (en persan : جعفر پناهی, prononcé : /d͡ʒæˈfæɾ pænɒːˈhiː/) aussi transcrit Djafar Panahi en français, né le 11 juillet 1960 à Téhéran, est un réalisateur, scénariste, producteur et monteur iranien.
Il fait partie des réalisateurs les plus influents de la Nouvelle Vague iranienne.
Il a obtenu les trois plus hautes distinctions des trois plus grands festivals internationaux du cinéma : le Lion d'or à la Mostra de Venise en 2000 pour Le Cercle, l'Ours d'or à la Berlinale en 2015 pour Taxi Téhéran et la Palme d'or au Festival de Cannes en 2025 pour Un simple accident. Il a en outre remporté le Léopard d'or au festival international du film de Locarno en 1997 pour Le Miroir, le Prix du scénario au Festival de Cannes en 2018 pour Trois Visages et le prix spécial du jury de la Mostra de Venise en 2022 pour Aucun ours.
Condamné en 2010 par la justice iranienne à 6 ans de prison ferme pour propagande contre le régime, il est placé en liberté conditionnelle jusqu'à son arrestation au parquet de Téhéran le 11 juillet 2022 à l'âge de 62 ans. Le 3 février 2023, il est libéré après une grève de la faim et de la soif.

## Biographie

### Enfance et formation
Fils d'un peintre en bâtiment d'origine azéri, Jafar Panahi grandit dans les quartiers déshérités de Téhéran.
Après avoir étudié la réalisation de films à l'université de cinéma et de télévision à Téhéran, Panahi fait plusieurs films pour la télévision iranienne et devient l'assistant réalisateur d'Abbas Kiarostami sur Au travers des oliviers. Son premier long métrage de cinéma, Le Ballon blanc, est récompensé par la Caméra d'or au festival de Cannes 1995.

### Carrière
Ses deux films à charge sur les inégalités et l'absence de liberté dans la société iranienne — Le Cercle (Dayereh, Lion d'or à Venise en 2000) et Sang et Or (Talāye sorkh, prix du jury Un certain regard en 2003) — sont interdits par le gouvernement de la République islamique d'Iran à cause de leurs sujets. Ainsi, Le Cercle traite de la condition des femmes en Iran et, en particulier, de la prostitution, et Sang et Or raconte l'histoire d'un vétéran de la guerre avec l'Irak confronté à l'injustice sociale.
Le régime interdit également la sortie en salles de Hors jeu (en persan : آفساید) — Ours d'argent à Berlin en 2006 — qui dénonce la place réservée aux femmes dans le pays. Le film traite de la fronde des Iraniennes, fans de football, assistant clandestinement aux matches, en contournant l'interdiction qui leur est faite, depuis la révolution islamique de 1979, d'entrer dans les stades lors des matchs opposant des équipes masculines. Toutefois, le film est un succès en Iran grâce aux copies DVD diffusées, en partie clandestinement, dans tout le pays.
Alors que ses œuvres sont systématiquement primées dans les grands festivals internationaux, elles sont jusqu'à aujourd'hui interdites dans son propre pays, même si les copies DVD sont vendues au marché noir. Inspirant toute une nouvelle génération de cinéastes iraniens, tournant en secret, Panahi invente la technique de la double équipe de tournage. La première est un leurre qui prend en cas de danger la place de la seconde (la vraie) qui tourne réellement.
En juin 2009, Panahi participe dans la rue à de nombreuses manifestations à la suite de la victoire controversée de Mahmoud Ahmadinejad à l'élection présidentielle. Fin juillet, il est arrêté quelques jours pour avoir assisté à une cérémonie organisée à la mémoire d'une jeune manifestante tuée, Neda Agha-Soltan. Libéré, il arbore au festival de Montréal une écharpe verte, couleur de l'opposition, alors qu'il est président du jury.
En février 2010, le pouvoir islamique lui interdit de se rendre à la Berlinale 2010 alors qu'il en est l'invité d'honneur.
Arrêté le 1er mars 2010 avec sa femme, sa fille et quinze autres personnes (ces dernières relâchées 48 heures après), il est retenu dans la prison d'Evin par les autorités pendant le festival de Cannes 2010 alors qu'il y est invité à faire partie du jury officiel. Le 18 mai 2010, lors du festival, une journaliste iranienne révèle qu'il a entamé une grève de la faim pour protester contre les mauvais traitements qu'il subit en prison. Il est libéré sous caution le 25 mai 2010.
Lors de la Mostra de Venise 2010, son film L'Accordéon est sélectionné mais il ne peut pas venir le défendre. En décembre de la même année, il est condamné à six ans de prison et il lui est interdit de réaliser des films ou de quitter le pays pendant vingt ans. « Jafar Panahi a été condamné à six ans de prison pour participation à des rassemblements et pour propagande contre le régime », explique son avocate Farideh Gheirat dont les propos sont relayés par l'agence de presse Isna,,.
En octobre 2011, la condamnation est confirmée en appel. Malgré cette interdiction de travailler, Panahi coréalise avec Mojtaba Mirtahmasb Ceci n'est pas un film. Avec une caméra numérique et parfois avec un iPhone, Panahi décrit la situation d'un cinéaste qui n'a pas le droit de faire du cinéma. Le film arrive au festival de Cannes 2011 et y est présenté hors compétition. Depuis, il fait le tour des festivals de cinéma internationaux.
En 2012, avec Nasrin Sotoudeh, il remporte le prix Sakharov, remis par le Parlement européen. Sous le coup de l'interdiction de quitter le pays, il se fait représenter par sa fille Parmiz Panahi, qui vient recevoir le prix aux côtés de Shirin Ebadi, prix Nobel de la paix 2003, qui représente Nasrin Sotoudeh.
Panahi coréalise avec Kambuzia Partovi dans le plus grand secret Pardé. Sélectionné à la Berlinale 2013, le film reçoit l'Ours d'argent du meilleur scénario.

Il reçoit le titre de docteur honoris causa de l'université de Strasbourg en 2013. Toujours retenu en Iran, il est représenté par sa fille Solmaz. Dans son discours, lu par sa fille, il confie, avant de dédier son titre « à tous les professeurs expulsés des universités iraniennes » : 

« L'imagination est la plus grande fortune qu'un artiste puisse posséder. On peut empêcher la création et la diffusion d'une œuvre, mais nul ne peut jamais enchaîner l'imagination d'un artiste. »

Le cinéaste se voit ensuite décerner l'Ours d'or pour Taxi Téhéran au festival de Berlin 2015, film également tourné clandestinement avec une petite caméra. Panahi s'y met en scène comme chauffeur de taxi accueillant dans son véhicule des personnalités ou des anonymes de Téhéran dont il dépeint le quotidien, repoussant la frontière entre fiction et documentaire,. Sa jeune nièce se rend à Berlin pour recevoir en son nom la récompense.
En octobre 2016, le Centre Pompidou présente une intégrale de ses films et une exposition de ses photos. À cette occasion paraît le livre Jafar Panahi : images/nuages de Clément Chéroux et Jean-Michel Frodon.
En 2018, son film Trois Visages, en compétition officielle à Cannes, reçoit, ex æquo avec Alice Rohrwacher, le prix du scénario.
Panahi est à nouveau arrêté le 11 juillet 2022 et emmené au centre de détention d’Evin pour y purger une peine de 6 ans de prison. Son arrestation fait suite à une demande d'informations sur l'arrestation de Mohammad Rasoulof et Mostafa al-Ahmad après la publication d'une tribune critiquant l'attitude des forces de l'ordre lors d'une manifestation,. Le festival de Cannes demande la libération immédiate des trois cinéastes et condamne la vague de répression en cours en Iran contre ses artistes. Le 15 octobre 2022, la Cour suprême annule la condamnation et ordonne un nouveau procès.
Le 1er février 2023, Panahi entame une grève de la faim pour protester contre les conditions de sa détention dans la prison d'Evin. Il est libéré sous caution le 3 février 2023,. Fin avril 2023, il peut quitter l'Iran pour la première fois depuis près de 14 ans pour un séjour en France où vit sa fille, après que les autorités lui ont délivré un passeport.
En 2025, il est de retour à Cannes pour présenter son nouveau film, un thriller dramatique engagé intitulé Un simple accident. Le film est couronné par la Palme d'or décernée par le jury présidé par Juliette Binoche.

### Participation à des jurys de festivals
- 2001 : jury du 36e festival international du film de Karlovy Vary
- 2003 : jury du 44e festival de Thessalonique
- 2004 : président du jury international de la 10e édition du festival international des cinémas d'Asie de Vesoul[29]
- 2009 : président du jury du festival des films du monde de Montréal
- 2011 : membre du jury à titre honorifique à la Berlinale 2011[30] (février)

## Prises de position
À suite de l'obtention de l'Ours d'or du meilleur film à la Berlinale 2015 pour Taxi Téhéran, Jafar Panahi déclare à un média iranien : « Je suis vraiment heureux pour le cinéma iranien et pour moi, mais ce prix n’a pas de valeur tant que mes compatriotes ne peuvent pas voir mes films », rapporte l’Agence de presse de la République islamique (IRNA).

« Les gens au pouvoir nous accusent de faire des films pour les festivals étrangers. Ils se cachent derrière des murs politiques et ne disent pas que nos films ne sont jamais autorisés à être diffusés dans les cinémas iraniens. »

## Filmographie

### Longs-métrages
- 1995 : Le Ballon blanc (بادکنک سفید, Bādkonake Sefid)
- 1997 : Le Miroir (آینه, Ayneh)
- 2000 : Le Cercle (دایره, Dayereh)
- 2003 : Sang et Or (طلای سرخ, Talāye sorkh)
- 2006 : Hors Jeu (آفساید, Afsaid)
- 2011 : Ceci n'est pas un film (این فیلم نیست, In film nist)
- 2013 : Pardé (پرده, Pardeh)
- 2015 : Taxi Téhéran (تاکسی, Taxi)
- 2018 : Trois Visages (Se rokh)
- 2022 : Aucun ours (Jaddeh Khaki)
- 2025 : Un simple accident (Yek tasadof-e sadeh)

### Courts-métrages
- 1988 : Les Têtes blessées (Yarali bashlar) (documentaire)
- 1991 : Kish (documentaire)
- 1992 : Le Dernier Essai (Ākharin emtahan)
- 1992 : L'Ami (Doust)
- 2010 : L'Accordéon (Ākordeon)
- 2016 : Où en êtes-vous, Jafar Panahi ?
- 2020 : Hidden pour le long métrage collectif Celles qui chantent

## Distinctions

### Récompenses
- Festival de Cannes 1995 : Caméra d'or pour Le Ballon blanc
- Festival international du film de Locarno 1997 : Léopard d'or pour Le Miroir
- Mostra de Venise 2000 : Lion d'or pour Le Cercle
- Festival de Cannes 2003 : Prix du jury - Un certain regard pour Sang et Or
- Berlinale 2006 : Ours d'argent pour Hors Jeu
- Festival de Cannes 2011 : Carrosse d'or[32]  pour l'ensemble de son œuvre
- Berlinale 2013 : Ours d'argent du meilleur scénario pour Pardé
- Berlinale 2015 : Ours d'or du meilleur film pour Taxi Téhéran[33]
- Festival de Cannes 2018 : Prix du scénario pour Trois Visages
- Mostra de Venise 2022 : Prix spécial du jury pour Aucun ours[34],[35]
- Festival de Cannes 2025 : Palme d'or pour Un simple accident